# Striking Vipers
"Striking Vipers" é o primeiro episódio da quinta temporada da série de antologia Black Mirror. Escrito por Charlie Brooker e dirigido por Owen Harris, foi ao ar na Netflix, junto com os demais episódios da série, em 5 de junho de 2019.
No episódio, dois amigos começam a ter relações sexuais virtuais em um jogo eletrônico de luta.

## Enredo
Danny Parker (Anthony Mackie) e sua namorada Theo (Nicole Beharie) vão a um bar, fingem que não se conhecem e têm relações sexuais. Mais tarde, ele e seu amigo Karl Houghton (Yahya Abdul-Mateen II) começam a jogar Striking Vipers, um jogo de luta. Onze anos depois, Danny, agora casado com Theo e pai de um menino de cinco anos, faz um churrasco em sua casa. Karl, com quem havia perdido contato, chega à festa e lhe entrega, como presente de aniversário, Striking Vipers X, a versão mais nova do jogo, junto com um disco de realidade virtual necessário para executá-lo.
Naquela noite, os dois decidem jogar, cada um de sua respectiva casa. Karl escolhe como avatar a personagem Roxette (Pom Klementieff) e Danny escolhe Lance (Ludi Lin). O sistema os permite sentir fisicamente as sensações de seus personagens. Ao final da primeira luta, estes caem um sobre o outro e se beijam. Visivelmente perturbados, os amigos saem do jogo.
Nas semanas seguintes, Danny e Karl têm frequentes relações sexuais no jogo, por intermédio de Lance e Roxette. Danny percebe que seu relacionamento com Theo começa a se deteriorar. Ela o acusa de infidelidade e ele jura que não a está traindo. Mais tarde, ele tranca o Striking Vipers X em um armário e diz a Karl por telefone que eles precisam parar com o jogo.
No aniversário seguinte de Danny, Karl aparece de surpresa no jantar e revela-lhe que tentou obter as mesmas sensações com outros jogadores, mas que nada se compara ao prazer que sentia com Danny. A dupla entra no jogo novamente e Danny pede um encontro na vida real. Eles se beijam para ver se há alguma conexão entre seus corpos físicos, mas os dois dizem não sentir nada. Danny pede que eles parem de uma vez com o jogo, Karl insiste que continuem e eles começam a brigar. Uma viatura policial chega e os prende.
Frustrada por ter de buscar Danny na delegacia, Theo insiste que ele lhe diga o motivo da briga, mas ele permanece em silêncio. Cenas finais revelam que Danny e sua esposa combinaram que, uma noite a cada ano, ele pode jogar Striking Vipers X com Karl, enquanto Theo pode ir a um bar e se encontrar com um estranho.

## Produção
A quinta temporada de Black Mirror foi produzida pela Netflix e lançada em 5 de junho de 2019. A produção iniciou com Bandersnatch, um filme interativo que cresceu em escopo ao ponto em que se decidiu separá-lo da série e lançá-lo como um filme autônomo, cuja estreia ocorreu em 28 de dezembro de 2018. Embora a temporada anterior produzida pela Netflix tenha contado com seis episódios, a quinta temporada consiste de apenas três, uma vez que Charlie Brooker, o criador da série, considerou preferível fazer com que os espectadores esperassem um pouco mais pela próxima temporada. "Striking Vipers" foi filmado antes da produção de Bandersnatch. A Netflix disponibilizou um trailer da quinta temporada em 15 de maio de 2019 e um trailer individual de "Striking Vipers" em 21 de maio.

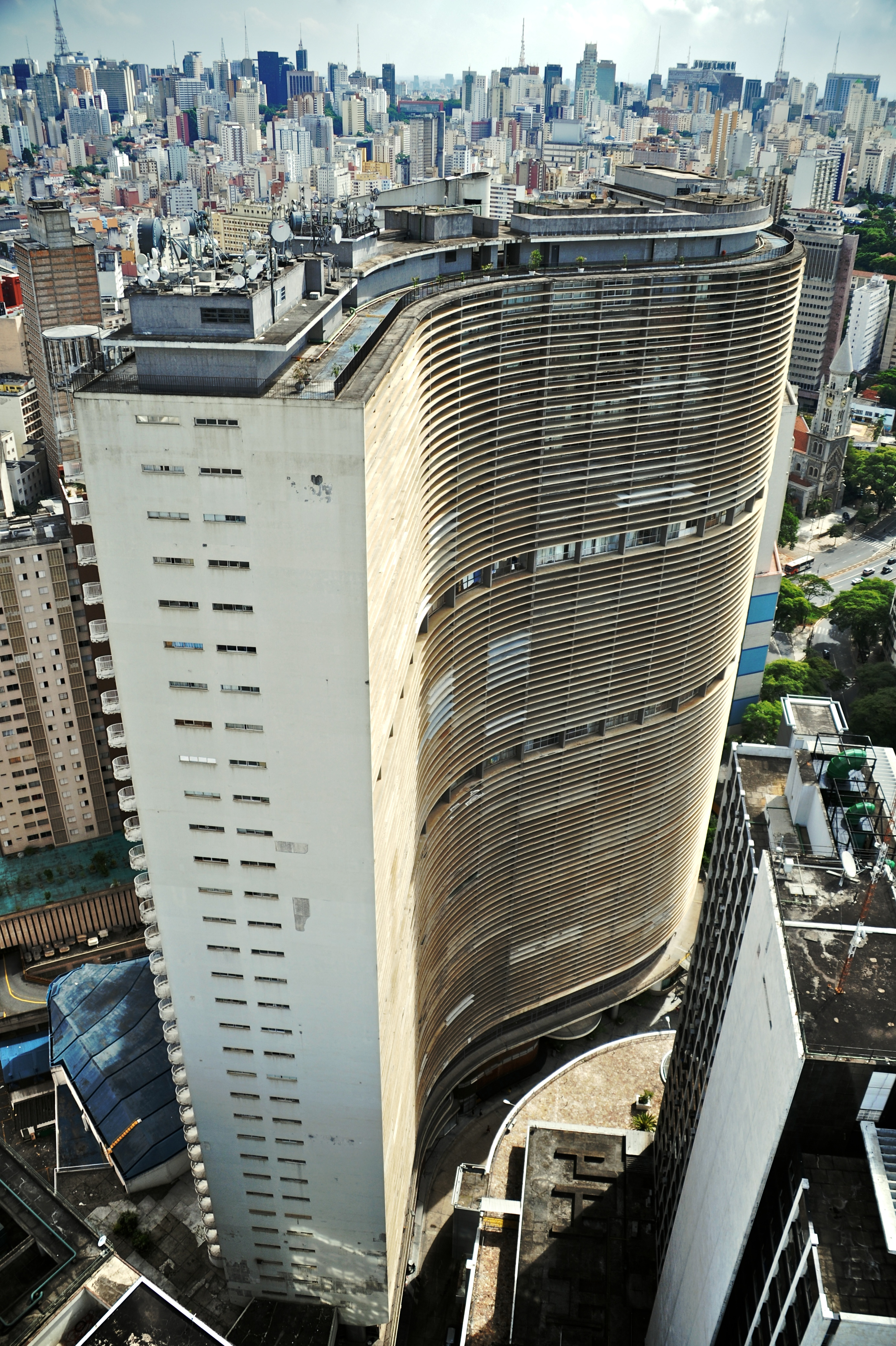
A cena final dos combates de Lance e Roxette foi filmada no telhado do Edifício Copan, um dos vários locais de São Paulo usados no episódio.

O episódio foi escrito por Brooker. Em uma entrevista, ele descreveu o capítulo como um "drama de relacionamento pungente e agridoce", que tem um "humor inerente". Brooker concebeu o episódio primeiramente como um romance virtual entre dois estranhos. Ele se inspirou em jogos de luta como Tekken, ao observar como os personagens desses jogos são "incrivelmente hipersexualizados". Nos anos 90, ele costumava jogar Tekken com seus colegas de apartamento e considerava a experiência "homoerótica" e "estranhamente primitiva". O episódio também foi baseado em outra história idealizada por Brooker, na qual um exercício de team building em um escritório fazia com que os funcionários entrassem em um espaço de realidade virtual com seus avatares aleatórios, de modo que as pessoas que interagiam entre si não sabiam quem era a pessoa por trás de cada avatar, o que levava ao desenvolvimento de certas relações entre elas a partir disso.
Ao comentar sobre o final, Brooker o considerou "pragmaticamente romântico". Ele opinou que o arranjo que Danny e Theo no qual "permitem-se um dia para satisfazer suas fantasias egoístas" representa uma melhoria no relacionamento do casal, de modo que Danny recusa-se a saber informações sobre ela e não discute os "desejos e necessidades" dele. O roteirista observa que o personagem de Karl é "bastante solitário" enquanto espera a chegada daquele dia do ano, e que a situação pode se deteriorar se Theo se apaixonar por alguém no bar.
"Striking Vipers" foi o terceiro episódio da série a ser dirigido por Owen Harris, que já havia dirigido "Be Right Back", da segunda temporada, e "San Junipero", da terceira. Ed Power, do The Telegraph, observou que os três episódios poderiam ser considerados a "trilogia do amor de Black Mirror", em virtude do tema de "romance em um mundo onde os computadores nos permitem transcender os limites físicos" compartilhados por eles. O episódio é estrelado por Anthony Mackie como Danny, Yahya Abdul-Mateen II como Karl e Nicole Beharie como Theo. Foi filmado em São Paulo, no Brasil com o apoio tecnico da produtora brasileira Conspiração Filmes. Mais de dezenove locais diferentes foram usados como cenários, entre eles a Avenida Paulista, o prédio do jornal Folha de S.Paulo e o Edifício Copan, na cena final do episódio. Várias das sequências usadas como configurações para o jogo Striking Vipers X foram registradas nos arredores da capital paulista e alteradas digitalmente após as filmagens. Por exemplo, um dos jogos de luta com um cenário japonês de rua foi filmado no bairro da Liberdade, conhecido mundialmente como o maior reduto da comunidade japonesa fora do Japão.
A produtora executiva Annabel Jones afirmou que o episódio faz o seguinte questionamento: "Quando a pornografia se torna tão sofisticada que deixa de ser uma distração e se transforma em traição?". Ela elogiou Mackie e Abdul-Mateen pela "delicadeza" de ambos em explorar o assunto. Jones comentou que Mackie interpretou um personagem mais velho com menos "virilidade e fisicalidade" quando comparado a outros papéis dele. Beharie era uma grande fã da série antes de ser escalada para o papel de Theo.

## Recepção
Fiona Struges, do The Independent, avaliou o episódio com quatro de cinco estrelas, ponderando a temática em torno da "fidelidade, família e fantasia" num triângulo amoroso. Além disso, aclamou o episódio pelas nuances ligadas à paternidade e matrimônio, considerando o episódio "notável devido ao tom meditativo e das preocupações diárias".
Ed Power, do The Telegraph, deu ao episódio duas de quatro estrelas, criticando a ausência de direção depois da premissa inicial. Segundo o avaliador, a ideia central do episódio é que "a amizade masculina invariavelmente possui uma mudança homoerótica", mas que não é explorada com veemência. Power, ainda, criticou a tecnologia de realidade virtual utilizada em excesso em comparação com os episódios anteriores da série.